# Hugh Wooding Law School
La Hugh Wooding Law School (HWLS) est une faculté de droit située à Trinité-et-Tobago.

## Histoire
La HWLS doit son nom au juriste et homme politique trinidadien Hugh Wooding. La HWLS est l'une des trois écoles de droit avec la Norman Manley Law School de Jamaïque et la Eugene Dupuch Law School des Bahamas, à être habilitée par le Council of Legal Education à attribuer des Certificats de formation juridique.
La Hugh Wooding Law School ouvre ses portes en septembre 1973. Les premières années sont marquées par un scandale : huit des dix professeurs de la faculté démissionnent en signe de protestation contre un étudiant du Service de Police Trinidadien qui échoue à ses examens mais à qui la faculté ne demande pas d'arrêter ses études. En 1996, le Council of Legal Education prend la décision controversée d'exiger que les diplômés en droit de l'université du Guyana passent un test d'entrée pour être admis à l'HWLS,,.

## Personnalités liées à l'établissement

### Étudiants
- Kenneth Benjamin, juge en chef du Belize depuis 2011[6]
- Adriel Brathwaite, procureur général de la Barbade depuis 2010[7]
- Anthony Carmona, 5e président de Trinité-et-Tobago, ex-juge élu de la Cour pénale internationale[8]
- Hukumchand, ancien membre de l'Assemblée nationale de Guyana
- Winston Murray, ancien ministre du Commerce guyanien[9]
- Charlesworth Samuel, ancien membre du Parlement d'Antigua-et-Barbuda[10]
- David Thompson, sixième Premier ministre de la Barbade[11]
- Cheryl Lynn Vidal, Directeur des poursuites pénales du Belize depuis 2008[12]
- Elson Gaskin, vice-gouverneur de la Banque centrale de la Barbade depuis 2016[13]
- Paula-Mae Weekes, magistrate et femme politique trinidadienne élue présidente de la République de Trinité-et-Tobago en janvier 2018[14]